# In the Red
In the Red er det tredje studiealbum fra den danske singer-songwriter Tina Dickow. Albummet udkom i 2005.

## Spor
1. "Losing" - 3:51
2. "Nobody's Man" - 4:02
3. "The City" - 4:22
4. "Give In" - 3:51
5. "In The Red" - 5:50
6. "My Mirror" - 4:17
7. "Use Me" - 3:43
8. "Warm Sand" - 3:52
9. "Room With A View" - 4:27
10. "One" - 5:50
11. "Long Goodbye" - 4:17